# Fürst von Monaco
Der Fürst von Monaco ist das Staatsoberhaupt des Fürstentums Monaco. Seit dem 6. April 2005 ist Albert II. amtierender Fürst.

## Thronbesteigung
Um seine Funktionen als Fürst von Monaco ausüben zu können, ist das Volljährigkeitsalter auf achtzehn Jahre festgelegt. Die Regentschaft wird durch die Gesetze der Herrscherfamilie Grimaldi geregelt.
Im Allgemeinen trägt der Erbe der monegassischen Krone, wenn er der legitime älteste Sohn oder die älteste Tochter des Fürsten ist, die Titel Erbprinz von Monaco und Marquis von Baux.

## Fähigkeiten und Befugnisse
Der Fürst hat folgende Funktionen und Befugnisse:
- er ernennt eine bestimmte Anzahl von Beamten, darunter den Staatsminister, Mitglieder des Regierungsrates, des Staatsrates, des Obersten Gerichtshofs und des Kronrates;
- er vertritt das Fürstentum in seinen Beziehungen zu ausländischen Staaten;
- Er unterzeichnet und ratifiziert internationale Verträge und Vereinbarungen. Er übermittelt sie dem Nationalrat über den Staatsminister vor ihrer Ratifizierung;
- er übt das Recht auf Begnadigung und Amnestie sowie das Recht auf Einbürgerung und Wiedereingliederung in die Staatsangehörigkeit aus
- und er verleiht Orden, Titel und andere Auszeichnungen.

## Thronfolge
Artikel 10 der Verfassung des Fürstentums Monaco sieht vor, dass „die Thronfolge, die nach dem Tod oder Abdankung eröffnet wird, in der direkten und legitimen Abstammung des regierenden Fürsten erfolgt, und zwar durch die Reihenfolge der Primogenitur mit männlichem Vorrang bei gleichem Verwandtschaftsgrad“.
Im Falle des Fehlens einer direkten und legitimen Abstammung „wirkt die Erbfolge zugunsten der Brüder und Schwestern des regierenden Fürsten und ihrer direkten und legitimen Nachkommen, in der Reihenfolge der Primogenitur mit männlichem Vorrang bei gleichem Verwandtschaftsgrad“. Der Artikel fügt hinzu: „Wenn der Erbe, der gemäß den vorstehenden Absätzen zur Thronbesteigung berufen worden wäre, vor der Eröffnung der Nachfolge gestorben ist oder darauf verzichtet hat, erfolgt die Übertragung zugunsten seiner eigenen direkten Nachkommen und rechtmäßigen Nachkommen, gemäß dem Ordnung der Primogenitur mit männlichem Vorrang bei gleichem Verwandtschaftsgrad.“
Wenn schließlich die vorstehenden Bestimmungen es nicht ermöglichen, die vakante Stelle des Throns zu besetzen, „erfolgt die Nachfolge zugunsten einer Sicherheit, die vom Rat der Krone mit Zustimmung des Regentenrates bestimmt wird.“ Die fürstlichen Befugnisse werden vorläufig vom Regentschaftsrat ausgeübt.
Der Thronfolger muss, wenn er kein Mitglied der Fürstenfamilie ist, den Namen und das Wappen der Grimaldis annehmen.